# 格蕾塔·约翰松
格蕾塔·约翰松（瑞典語：Greta Johansson，1895年1月9日—1978年1月28日），瑞典女子跳水、游泳运动员。她曾代表瑞典参加1912年夏季奥林匹克运动会跳水比赛，获得女子10米跳台金牌。